# Занурене скупчення

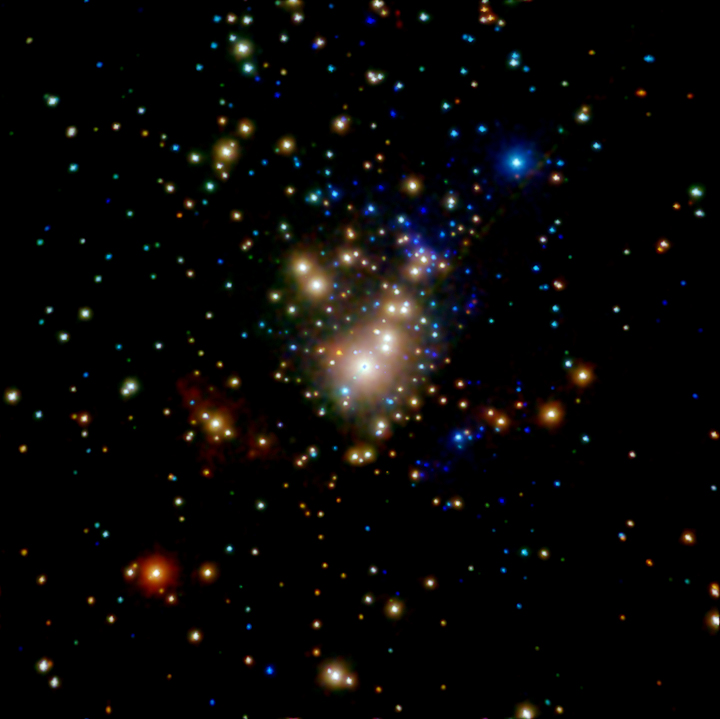
Занурене скупчення Трапеція, спостережуване у рентгенівському діапазоні.

Занурене скупчення (англ. Embedded cluster) - розсіяне зоряне скупчення, занурене в залишки молекулярної хмари, з якої воно утворилось. Зазвичай такі скупчення є областями активного зореутворення, створюючи зорі приблизно однакового віку і хімічного складу. Внаслідок наявності щільної речовини, що оточує зорі, їх складніше спостерігати у видимому діапазоні спектра, але в інфрачервоному та рентгенівському діапазонах зорі видно крізь навколишню речовину. Поглинання світла в напрямку таких скупчень у видимій частині спектра може становити від 3 до 20 зоряних величин. У Чумацькому Шляху занурені скупчення можна виявити, в основному, в галактичному диску та поблизу центру Галактики, де протікає активне зореутворення.
Розміри зір, що формуються в занурених скупченнях, розподілені відповідно до початкової функції мас, при цьому в розрахунку на одну зорю великої маси припадає багато маломасивних зір. Тим не менш, масивні зорі спектральних класів O і B, набагато гарячіші і яскравіші, ніж маломасивні зорі, справляють непропорційно великий вплив на міжзоряне середовище, іонізуючи газ навколо них і створюючи зони HII. Із зануреними скупченнями пов'язують ультракомпактні області HII, можливі попередники потужних протозір.
Характерні розміри занурених скупчень становлять 0,3-1 пк, а маси лежать у діапазоні від 20 до 1000 мас Сонця. Густина занурених скупчень відносно велика: від 10 до 1000 мас Сонця в кубічному парсеку. Дослідження показують, що відразу після формування занурених скупчень у них спостерігається ядро, а також виявляються ознаки сегрегації маси. З часом тиск випромінювання розсіє молекулярну хмару, після чого скупчення стане звичайним розсіяним скупченням.
У числі відомих занурених скупчень можна згадати скупчення Трапеція в туманності Оріона, L1688 в молекулярній хмарі Ро Змієносця, NGC 2244 в туманності Розетка, скупчення в Потрійній туманності, NGC 6611 в туманності Орла.